# 四川革命先烈紀念碑
四川革命先烈紀念碑位於重慶市渝中区朝天门街道新华路人民公园内，文物遺址年代為1911年（建於1946年），1983年12月1日列為重慶市第一批市級文物保護單位。2000年9月7日列為第一批重慶市文物保護單位。